# IKEA
IKEA (in italiano: /iˈkɛa/; in svedese [ɪˈkeːa]) è un'azienda multinazionale svedese fondata da Ingvar Kamprad con sede legale principale a Leida, nei Paesi Bassi, specializzata nella vendita di mobili, complementi d'arredo e altra oggettistica per la casa. Nel febbraio 2023, era presente con 460 centri di vendita in 62 paesi, gran parte dei quali in Europa, dove realizza il 70% del suo fatturato, e con altri centri di vendita in vari stati del mondo, tra cui Stati Uniti d'America, Brasile, Canada, Emirati Arabi Uniti, Australia e Marocco.

## Storia
Il nome IKEA è l'acronimo delle iniziali del suo fondatore Ingvar Kamprad e di Elmtaryd e Agunnaryd, la fattoria e il villaggio svedese di nascita.
Viene inizialmente costituita nel 1943 come ditta di vendita per corrispondenza di articoli di uso quotidiano: penne, fiammiferi, orologi, bustine di semi e decorazioni. Kamprad, diciassettenne, decise di utilizzare la somma di denaro ricevuta dal padre come premio per lo studio, per aprire una propria attività.
Nel 1950 i mobili entrarono a fare parte dell'assortimento e nello stesso anno venne realizzato il primo catalogo: una pubblicazione di 16 pagine con illustrazioni dei vari prodotti disponibili; un segno distintivo da questo momento per l'azienda.
Nel 1953 la sede venne trasferita ad Älmhult, nel sud della Svezia, dove nel 1958 Ingvar Kamprad aprì il suo primo negozio, oggi sede del Museo IKEA. Da qui IKEA iniziò a specializzarsi gradualmente in mobili e complementi d'arredo sviluppando un proprio assortimento esclusivo, fornendo articoli di design a prezzi vantaggiosi e accessibili alla maggior parte della popolazione.
Nel 1963, venne aperto a Oslo, in Norvegia, il primo negozio al di fuori della Svezia e, nel 1965, IKEA arrivò alla capitale svedese Stoccolma, dove il gran successo riscosso fin dal giorno dell'inaugurazione sancì definitivamente l'ingresso sul mercato in grande scala. Qui, sempre nel 1965, venne inaugurato anche un nuovo spazio di vendita, chiamato "il mercato", un ambiente fatto di piccole botteghe specializzate, come un mercatino tradizionale, che ancora oggi esiste e comprende lampade, cornici, poster, articoli per bambini, articoli per ordinare la casa, strumenti da cucina, vetro, porcellana, tappeti, verde, tessuti, biancheria da letto, biancheria da bagno.
Dal 1968, IKEA iniziò a produrre i propri mobili sostituendo il legno con il più economico truciolato.

## Prodotti e marketing

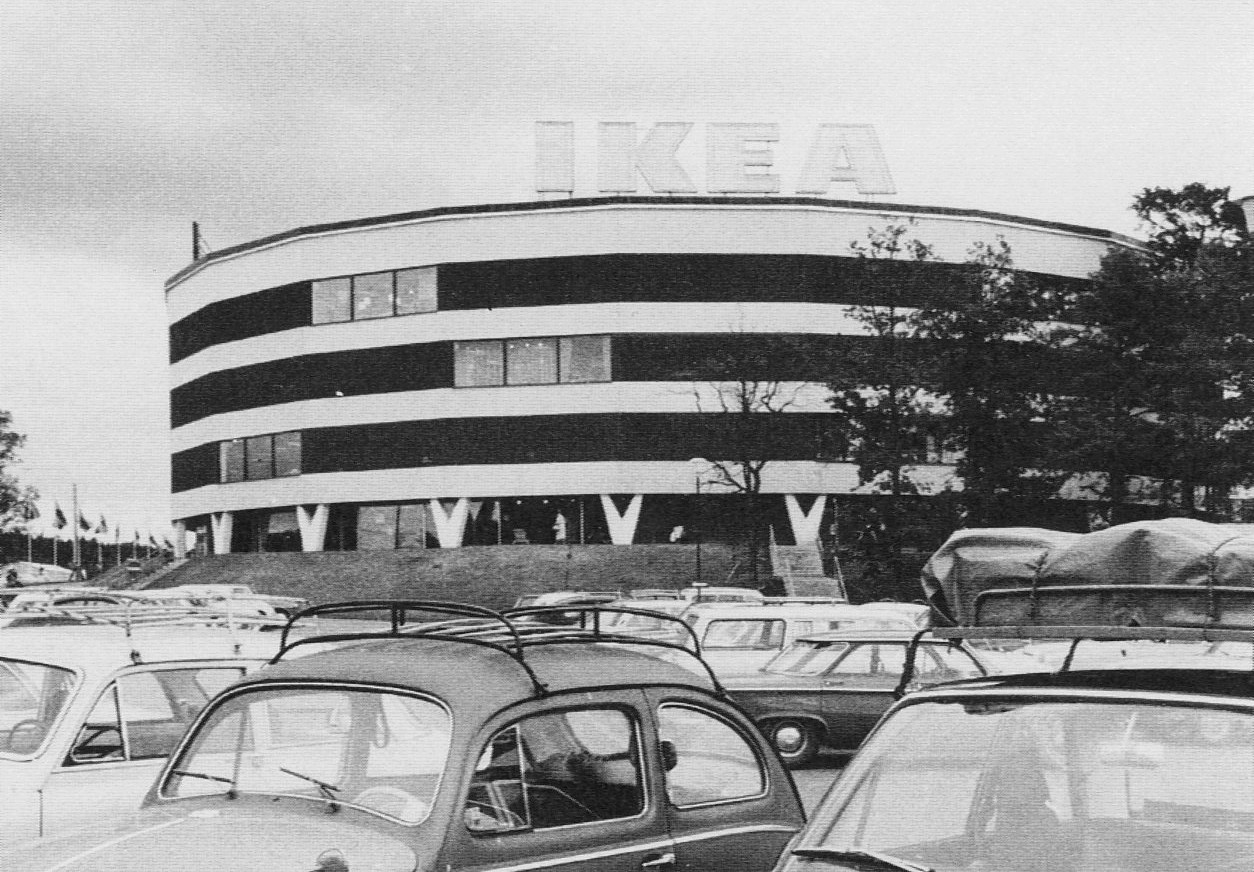
Il primo negozio IKEA a Stoccolma nel 1965

L'assortimento di mobili e complementi d'arredo, curato e sviluppato da responsabili di prodotto ad Älmhult (Svezia), è progettato da designer che lavorano per IKEA. I principi su cui si basa la produzione sono il prezzo basso, la funzione e l'estetica. Inoltre valutano il suo impatto ambientale e la possibilità di imballarlo in pacchi piatti, che ne facilitino lo stoccaggio e il trasporto, scegliendo molte volte un arredamento dalle linee semplici ed essenziali, con materiali naturali rinnovabili o riciclati.
Attraverso l'acquisto di grandi quantitativi di merce, IKEA riesce inoltre ad ottenere un'ulteriore riduzione del prezzo.
Gli articoli IKEA sono sottoposti a diversi test: dalla simulazione dell'uso continuo e prolungato del prodotto in relazione alla sua funzione, alla resistenza a sostanze diverse (vino, colle, agenti chimici) e agli incidenti (tagli, bruciature, etc.), all'applicazione delle regole più restrittive per il contenuto di formaldeide.
Il prodotto finito viene confezionato e imballato. L'espediente dei pacchi piatti, oltre ad essere un simbolo dell'azienda, si è rivelato molto vantaggioso dal punto di vista logistico, sia per quanto riguarda le possibilità di stoccaggio e di minor numero di viaggi per il trasporto delle merci, che per la praticità, offerta ai clienti al momento del trasporto.
Il principale strumento di comunicazione di IKEA è il suo catalogo, pensato e declinato in tutte le sue edizioni ad Älmhult, e poi tradotto in 29 lingue e stampato in più di 212 milioni di copie.
Nel 2020 l'azienda ha annunciato che smetterà di stampare il suo famoso catalogo.
Come altre catene di distribuzione, IKEA ha una propria carta fedeltà chiamata IKEA FAMILY. La carta dà accesso a vantaggi come la possibilità di cambiare idea sull'acquisto entro sei mesi, oppure prezzi scontati. Nel programma fedeltà è previsto l'accesso gratuito a seminari nei negozi e altre offerte speciali su prodotti e/o servizi di aziende partner, oltre che una newsletter e Live, una rivista mensile digitale di arredamento, prodotta da IKEA.

### I nomi dei prodotti
Attuali località di vendita
     Località di vendita pianificate
     Presente in passato
     Nessun punto vendita presente

Mappa raffigurante i paesi in cui è presente almeno un punto vendita IKEA
Legenda:
Attuali località di vendita
Località di vendita pianificate
Presente in passato
Nessun punto vendita presente

L'assegnazione dei nomi dei prodotti IKEA segue criteri precisi, ad ogni categoria merceologica viene assegnato uno specifico gruppo lessicale, tutti accomunati dall'essere legati ai paesi scandinavi.
I tessili hanno nomi propri di donna scandinavi, la biancheria da letto nomi di piante, sedie e sgabelli per la casa nomi di persona maschili scandinavi, i mobili imbottiti nomi di luoghi svedesi, gli articoli per bambini nomi di animali o termini descrittivi.
Altre parole usate sono i nomi di giorni, mesi, fiumi svedesi ed espressioni colloquiali svedesi.
Altre volte il nome è riferito direttamente all'uso, come per esempio il macina spezie KRYDDIG (che in svedese significa "speziato").
Riassunto delle assegnazioni dei nomi di prodotto:
- Letti, guardaroba, mobili per l'ingresso: nomi di luoghi norvegesi.
- Tavoli da pranzo e sedie: nomi di luoghi svedesi.
- Librerie: professioni.
- Articoli per il bagno: nomi di fiumi e laghi scandinavi.
- Cucine: nomi che indicano l'uso a cui è destinato il prodotto, nomi di luoghi svedesi e nomi di fiumi e laghi scandinavi.
- Scrivanie, sedie e sedie girevoli: nomi propri di persona maschili scandinavi.
- Mobili per esterni: nomi di isole scandinave.
- Tappeti: nomi di luoghi danesi.
- Illuminazione: unità di misura, stagioni, mesi, giorni, termini nautici e marinareschi, flora marina e lacustre, nomi di luoghi svedesi.
- Tessuti, tende: nomi propri di persona femminili scandinavi, fiori e piante.
- Biancheria da letto: fiori e piante.
- Articoli per bambini: animali, uccelli, termini descrittivi e insetti.
- Accessori per tende: balli.
- Accessori per la cucina: piatti, pesci e funghi, la funzione del prodotto, aggettivi.
- Decorazioni da parete, cornici e immagini, orologi: espressioni colloquiali svedesi, nomi di luoghi svedesi, aggettivi.
- Vasi, ciotole, candelieri e candele: nomi di luoghi svedesi.
- Scatole: espressioni colloquiali svedesi.

## Punti vendita
La struttura dei punti vendita del gruppo è simile per ogni paese, tuttavia esistono delle differenze per dimensione e numero di articoli venduti. Tutti i negozi mettono a disposizione un parcheggio con posti riservati a disabili e anche a famiglie con bambini.
I negozi sono solitamente suddivisi in un piano superiore, dedicato allo showroom dei mobili ed agli ambienti interamente arredati, ed uno inferiore, dove si trova il mercato, dedicato ai complementi d'arredo, il self-service per il ritiro di alcuni articoli e le casse.
In ogni negozio si può trovare un ristorante e caffè che serve specialità alimentari svedesi e locali e una "Bottega Svedese" che vende prodotti tipici della gastronomia scandinava. Noto è anche lo spazio giochi chiamato "Småland", come la regione d'origine dell'azienda, che tradotto vuol dire "piccola terra".

### Sedi italiane

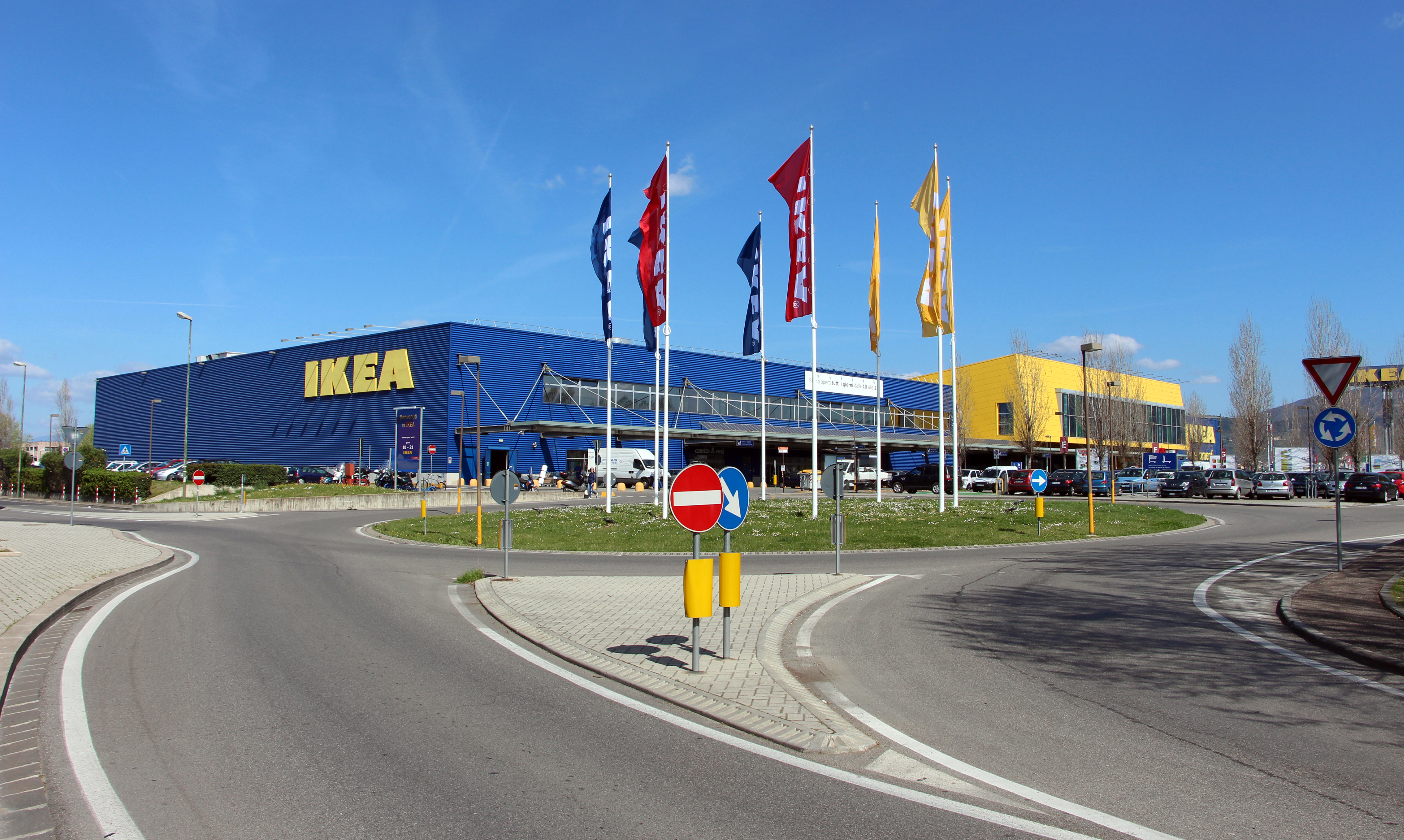
L'IKEA di Sesto Fiorentino

Ikea in Italia ha 32 punti vendita, con un fatturato di 1,64 miliardi di euro e 6587 dipendenti (al 31 agosto 2011) e una quota di mercato dell'8,4%.
Inoltre l'Italia è il terzo paese, dopo Cina e Polonia, da cui Ikea acquista le materie prime utilizzate per la produzione degli arredi: sono infatti 24 le aziende tricolori da cui Ikea si approvvigiona (l'8% dei suoi acquisti, che diventa il 34% per quanto riguarda le cucine) tra cui Friul Intagli Industries Spa (Gruppo Maccan), Natuzzi, Elica, Manuex, Paini rubinetterie.
In Italia Ikea è presente con Ikea Retail Italia S.r.l. (gestione operativa punti vendita), Ikea Italia Distribution S.r.l. (trasporto e logistica), Ikea Italia Property S.r.l (costruzione e gestione degli immobili di proprietà di Ikea), Ikea Trading Services Italy S.r.l (gestione delle relazioni tra Ikea e fornitori italiani e relativa selezione): tutte e quattro sono riconducibili a Ikea Italia Holding S.r.l., posseduta da Inter Ikea System Bv.
Questo è il dettaglio della presenza di Ikea in Italia:
| Regione               | Negozi IKEA | Punti di Ritiro | Progetta & Arreda | Totale |
| --------------------- | ----------- | --------------- | ----------------- | ------ |
| Abruzzo               | 1           | 0               | 0                 | 1      |
| Campania              | 2           | 0               | 0                 | 2      |
| Emilia-Romagna        | 3           | 1               | 1                 | 5      |
| Friuli-Venezia Giulia | 1           | 0               | 0                 | 1      |
| Lazio                 | 3           | 0               | 2                 | 5      |
| Liguria               | 1           | 0               | 0                 | 1      |
| Lombardia             | 4           | 1               | 1                 | 6      |
| Marche                | 1           | 0               | 0                 | 1      |
| Piemonte              | 1           | 0               | 1                 | 2      |
| Puglia                | 1           | 0               | 0                 | 1      |
| Sardegna              | 0           | 0               | 1                 | 1      |
| Sicilia               | 1           | 0               | 1                 | 2      |
| Toscana               | 2           | 0               | 0                 | 2      |
| Trentino-Alto Adige   | 0           | 0               | 1                 | 1      |
| Veneto                | 1           | 0               | 2                 | 3      |

## Sostenibilità
Da giugno 2012 il Gruppo IKEA ha pubblicato una nuova strategia per la sostenibilità 2020 (IKEA Group Sustainability Strategy for 2020), promuovendo il concetto di People & Planet Positive che si incentra su tre aree: ispirare milioni di persone a vivere una vita più sostenibile in casa, raggiungere l'indipendenza sul piano dell'energia e delle risorse e creare una vita quotidiana migliore per le persone e le comunità. L'azienda ha introdotto un codice di condotta chiamato IWAY, acronimo di "the IKEA Way on Purchaising Products and Services"; istituito nel 2000, questo codice richiede ad ogni ufficio di IKEA nel mondo di ricercare fornitori di beni e servizi che applichino il prezzo più basso, ma che tengano conto di persone e ambiente.
I requisiti minimi richiesti si possono così riassumere:
- il rispetto per l'ambiente, con controlli periodici rispetto alla prevenzione all'inquinamento (emissioni in aria, uso di sostanze chimiche, ecc.);
- le condizioni di lavoro (la salute e la sicurezza dei lavoratori, il rispetto delle prescrizioni sulle strutture e i luoghi di lavoro);
- la prevenzione degli incendi;
- il rispetto dei diritti dei lavoratori (salari, orario di lavoro, benefit, libertà di associazione a sindacati e organizzazioni di lavoratori, rifiuto e prevenzione del lavoro minorile, del lavoro coatto e forzato);
- la prevenzione delle discriminazioni, di molestie, abusi e azioni disciplinari.

## Controversie
Il Corriere della Sera nel novembre del 1994 ricordò il passato filonazista del fondatore di IKEA, Ingvar Kamprad.
Un articolo di Le Monde diplomatique del dicembre 2006 mise in discussione la trasparenza della società, segnalando l'impossibilità di conoscere il reale bilancio consolidato del gruppo a causa di artifici e mascheramenti della sua proprietà.
Riguardo al trattamento salariale dei lavoratori IKEA, in Francia, nel 2002, dopo un anno di trattative infruttuose si arrivò a uno sciopero, anche come protesta per il licenziamento di alcuni lavoratori ritenuto ingiustificato; in Canada, nella Columbia Britannica, nel 2007 le confederazioni dei lavoratori ottennero, dopo alcuni scioperi, la modifica di un contratto che sottopagava i lavoratori.
Anche in Italia si sono avute manifestazioni a causa dei bassi salari, di lettere di richiamo ritenute eccessivamente severe e di certificazioni dei medici aziendali sulle condizioni di salute dei lavoratori talora in contrasto con quelle dei medici delle ASL. I lavoratori del negozio di Roma Anagnina hanno scioperato nel settembre e novembre 2007, denunciando irregolarità contrattuali e intimidazioni; i lavoratori del negozio di Porta di Roma, hanno ripetutamente scioperato tra il 2007 e il 2008 per motivi affini e per le imposizioni, unilaterali, dell'azienda, nei loro confronti. Nel novembre 2012 presso il polo logistico di Piacenza si sono verificati scontri tra la polizia ed alcuni lavoratori di una cooperativa con appalto sui servizi di facchinaggio, che operava presso il punto vendita, per problemi legati alle condizioni salariali e, secondo alcuni, alla decisione di IKEA di diminuire la forza lavoro. IKEA ha poi comunicato che nessun dipendente della cooperativa è stato licenziato.
Nel 2007 l'ONG belga Oxfam - Magasins du monde ha aperto un'inchiesta per fare chiarezza sulle lavorazioni dei prodotti IKEA, sul funzionamento degli approvvigionamenti e sulle effettive condizioni lavorative degli impiegati dei suoi subappaltatori.
Nell'ambito di questa inchiesta è emerso che le lavoratrici di alcune fabbriche in subappalto in paesi asiatici lavorano fra le 80 e le 90 ore settimanali e ricevono un salario al minimo legale: in India 37 euro al mese; in Bangladesh 11 euro al mese; in Vietnam 43 euro al mese, che non permette loro di vivere con dignità, mentre sono prive di tutela sindacale per la paura di perdere il lavoro.
Nonostante i mobili e gli arredamenti siano interamente progettati in Svezia, sono in realtà prodotti da 1084 diversi fornitori presenti in 53 Paesi, il 61% in Europa, il 32% in Asia, il 4% in Nord America e il 3% in Russia. In particolare soltanto il 5% della produzione avviene in Svezia, nonostante questo rimanga il 4º paese in termini di fornitori (dietro a Cina, Polonia ed Italia).
Una ricerca scientifica condotta dal professor Allan Penn, direttore del Virtual Reality Centre for the Built Environment dell'UCL (University College London) afferma che la struttura dei negozi IKEA è un'arma psicologica tesa a confondere e disorientare i clienti in modo da indurli ad acquisti maggiori dei loro desideri. «Il successo dell'IKEA si basa, dice Allan Penn, su una specie di imbarazzo dei clienti che perdono l'orientamento. Per raggiungere l'uscita bisogna girovagare in una serie infinita di svolte e giravolte. In questo infinito viaggio si mettono perciò nel carrello molte più cose di quelle preventivate».

## Designer e collaborazioni
- Beckmans College of Design di Stoccolma[27]
- Emma Jones[27]
- Tom Hedqvist (membro fondatore dell'Azienda 10-Gruppen)[27]
- Virgil Abloh[28]
- Sonos[29]